# Supuru de Jos
Supuru de Jos – wieś w Rumunii, w okręgu Satu Mare, w gminie Supur. W 2011 roku liczyła 1235 mieszkańców.